# Легкі крейсери типу «C»
Легкі крейсери типу «C» (англ. C-class cruiser) — клас військових кораблів з 28 легких крейсерів, що випускався британськими суднобудівельними компаніями з 1914 по 1922 роки. Легкі крейсери цього класу випускалися сімома підкласами: «Керолайн» (6 кораблів), «Калліопе» (2 кораблі), «Кембріан» (4 кораблі), «Сенто» (2 кораблі), «Каледон» (4 кораблі), «Сіерез» (5 кораблів) і «Карлайль» (5 кораблів). Усі крейсери входили до складу Королівського військово-морського флоту Великої Британії і взяли найактивнішу участь у морських боях і битвах Першої та Другої світових воєн.

## Історія
Легкі крейсери типу «С» продовжили британську традицію проєктування спеціалізованих легких крейсерів, призначених для бойових операцій у складі флотилій есмінців і охорони лінкорів. Крейсери типу «С» у роки Першої світової війни несли основне навантаження, як легкі крейсери, виконуючи завдання з патрулювання, полювання на німецькі рейдери, перехоплення ворожих есмінців. Попри невеликі розміри та деякі конструктивні обмеження, зокрема вузькість корпусу, крейсери типу «С» відмінно зарекомендували себе під час морських битв Першої та Другої світових воєн.
При визначенні вимог до створення крейсерів у Програмі 1913 року означили жорсткі критерії щодо підвищення швидкості і озброєності легких кораблів. Конструктивно за основу нового проєкту були взяті попередники типу «С» легкі крейсери типу «Аретюза», які, на відміну від своїх попередників, вже були відносно пристосовані для вирішення завдань, притаманних для кораблів свого класу. При випробуваннях даних кораблів був виявлений ряд недоліків, які було неможливо усунути проведенням модернізації, тому було ухвалено рішення розробити абсолютно новий тип легких крейсерів. Британське Адміралтейство, виходячи зі складної міжнародної обстановки напередодні світового конфлікту, замовило флоту чималу кількість швидкохідних, добре озброєних легких крейсерів.
Зовнішнє, замовлені у 1913 році крейсери, повинні були виглядати, як крейсери типу «Аретюза», тільки трохи збільшувався корпус — він став на 3 м довше та на 0,7 м ширше.
Головні суперечки виникли стосовно типу озброєння для нових крейсерів. Одна частина Ради Адміралтейства висловлювалася за максимальне використання в ролі головного калібру 152-мм гармат, їх противники наполягали на використанні 102-мм гармат. У результаті було прийнято компромісне рішення встановлювати озброєння змішаного типу. Причому 102-мм гармати, що встановлювалися на носі корабля на полубаку монтувалися на спонсонах для збільшення кута обстрілу.

## Підтип крейсерів «Керолайн»

### Загальна інформація
Перша серія легких крейсерів підтипу «Керолайн» кораблів була замовлена Британським адміралтейством у липні-серпні 1913 року за відповідною програмою. Закладка восьми одиниць серії легких крейсерів нової програми відбулася з липня 1913 по березень 1914 року. Однак 1914 року з'явилася можливість обладнувати бойові кораблі паровими котлами нового типу, що мали вищі параметри нагрівання пари, що, у свою чергу, дозволяло скоротити кількість котлів у котельнях відділеннях кораблів. У зв'язку з цим, з восьми одиниць програми 1913 були обрані дві крейсери «Калліопе» і «Чемпіон», що перебували в найнижчому ступені готовності й повинні були добудовуватись за зміненим проєктом, тому виділялися в окрему серію.
Перші шість одиниць програми 1913 року стали до ладу вже під час війни, в грудні 1914 — червні 1915 років, поставивши рекорд швидкості будівництва (головний крейсер серії «Керолайн», що будувався на корабельні Cammell, Laird & Со у Беркенгеді, був побудований всього за одинадцять місяців) і, ставши родоначальниками всього типу легких крейсерів типу «С», що нараховував рекордне число кораблів такого виду.
Під час спуску на воду всі крейсери отримали назви, традиційні в британському флоті для фрегатів, що починалися з букви «С»: «Керолайн», «Керісфорт», «Клеопатра», «Комус», «Конквест», «Корделіа». Вся серія отримала назву по крейсеру «Керолайн», що першим увійшов до строю, попри те, що крейсер «Корделіа» був закладений на королівській корабельні в Пембруці на півроку раніше.
Крейсери серії «Керолайн» повністю успадкували архітектуру прототипу. Це були такі ж тритрубні кораблі, як і «Аретьюза», з таким же серпоподібним, кліперної форми форштевнем і полубаковою конструкцією корпуса.
Крейсери серії «Керолайн» мали такі розміри: найбільша довжина 446 футів (135 м), довжина між перпендикулярами 420 футів (128 м), ширина 41 фут 6 дюймів (12,6 м), середнє осідання при нормальній водотоннажності — 16 футів (4,9 м). На момент вступу до складу флоту їх нормальна водотоннажність визначалась у 4 219 т, повна — у 4 733 т, проте надалі водотоннажність цих кораблів неухильно зростала, що було пов'язано, насамперед з частими модернізаціями озброєння.
Чисельність екіпажу на крейсерах у перші роки служби не перевищувала 300—301 чоловіка. Наприклад, екіпаж головного корабля серії, крейсера «Керолайн», на момент вступу до флоту складався з 289 чоловіків. Екіпаж флагманських кораблів — 325 людей. У зв'язку з початком війни, обслуга артилерійського озброєння виросла, і відповідно чисельність екіпажів збільшилась, тому останній показник у 1919 року став стандартним для крейсерів цієї серії.
У порівнянні з прототипами, вартість будівництва яких становила 285 000 ф.ст., будівництво першої серії крейсерів нового типу обійшлось британській скарбниці дещиця дорожче, перевищивши 300 000 ф.ст. за одиницю. Для порівняння крейсери-скаути типу «Ектів», що передували «Аретюзі», коштували в середньому 240 000, а найсучасніші легкі крейсери-«тауни» серії «Бірмінгем», котрі будувалися перед війною і майже одночасно з «Керолайн» — понад 356 000 ф.ст.

### Бронювання
Система бронювання та енергетична установка нових крейсерів залишилися аналогічними прототипу. Бортове бронювання виконувалося зі сталі марки НТ (англ. High Tensile Steel — сталь високого опору). Головний броньовий пояс завтовшки 76,2 мм складався з внутрішнього і зовнішнього шарів такої сталі. Товщина броньового траверсу в кормі становила 25,4 мм. Як і на «Аретюзі», горизонтальне бронювання було фрагментарним і складалося з броньованих 25,4-мм плит зі сталі марки НТ.
Місцеве бронювання, як і на всіх легких крейсерах, не було всеохопним. Бойова рубка (англ. Conning Tower) традиційно захищалася 152-мм бронею. Товщина щитів для 152-мм і 102-мм гармат — 76 мм.

### Енергетична установка
Кораблі мали чотирьохвальну енергетичну установку, яка розташовувалася у двох машинних відділеннях. 8 водотрубних котлів «Ярроу» розташовувалися у двох парових відділеннях, пара від них подавалася на 4 парові турбіни прямої дії «Парсонс». Сумарна потужність становила 30 000 к.с при 590 об/хв., що дозволяло отримати розрахункову швидкість 28 вузлів. У форсованому режимі тривалістю до 8 годин турбіни могли досягти допустимої потужності до 40 000 к.с. при 650 об/хв., що давало розрахункову швидкість 30 вузлів. На кораблях не передбачалися редуктори, тому ефективна витрата палива була можлива тільки при високій швидкості.
П'ять із шести крейсерів серії отримали парові турбіни фірми Parsons Marine Steam Turbine Company у Волсенді, в той час, як на крейсері «Керісфорт» встановили вироблені фірмою R.&W. Hawtorn, Leslie & Co., Ltd. турбіни типу Brown-Curtis. У результаті при плаванні на крейсерській швидкості 16 вузлів енергетична установка крейсера «Керісфорт» спалювала 90 тонн нафти на добу, а решта крейсерів типу всього 60 тонн, хоча добова витрата палива на високих швидкостях у всіх кораблів серії «Керолайн» була однаковою — від 260 тонн при швидкості 24 вузла до 550 тонн на максимальному ходу.
Крейсери серії «Керолайн» мали максимальний запас палива 916 тонн (нормальний − 482 т), тобто на 100 тонн більше, ніж у прототипа. З таким запасом нафти крейсери мали дальність плавання 5 000 миль при 16-вузловому ході («Керісфорт», що не мав крейсерських турбін, — 3 200 миль). Дальність плавання на високих швидкостях у всіх кораблів серії була однаковою — близько 1 000 миль при швидкості 28,5 вузлів (за іншими даними 2 000 миль) і 1 700 миль на 24 вузлах.
Для постачання корабля електроенергією встановлювалися три генератори по 52,55 кВт напругою 105 вольт, крім того, був передбачений опріснювач продуктивністю 84 тонни води на добу і паровий компресор 180 атм. Загальна вага головної енергетичної установки та допоміжного обладнання становила 800 тонн.

### Озброєння
Корабельна артилерія крейсерів була доволі потужна та налічувала дві 152-мм морські гармати BL 6 inch Mk XII), розташованих на кормі корабля, вісім 102-мм гармат Mk V, що розміщувалися попарно на носі та по обох бортах крейсерів, і дві 57-мм установки QF 6-pounder Hotchkiss. Зенітне озброєння складалося з чотирьох 47-мм зенітних установок QF 3-pounder Vickers. Торпедне озброєння нараховувало два подвійні 533-мм торпедні апарати типу DR II. Втім, крейсери рідко використовували своє торпедного озброєння в бою. Одним з небагатьох кораблів свого класу, який застосував його в бойових умовах, став крейсер «Керолайн», який стріляв торпедами по колоні лінійних кораблів германської 2-ї ескадри в ході Ютландського бою.
Управління артилерійським вогнем здійснювалося з двох далекомірних постів, на носовій надбудові та кормовому мостику. Кожен пост обладнувався далекоміром фірми «Barr & Stroud» з базою дев'ять футів (2,74 м).
При максимальному куті піднесення станку PVII 15° (в період Першої світової війни і в післявоєнні роки кут піднесення гармат MkXII був збільшений до 20-30°) дальність стрільби BL 6 inch Mk XII становила, за різними даними, від 12 344 до 12 800 м.
У ході Першої світової війни кораблі взяли найактивнішу участь у бойових діях на морі. Протягом цього часу вони зазнали низку глибоких модернізацій, так з «Керолайн», «Керісфорт» та «Комус» були демонтовані 102-мм гармати, а замість них встановлені дві 152-мм морські гармати BL 6 inch Mk XII. «Клеопатра», «Конквест» та «Корделіа» своєю чергою лишилися з однією-двома 102-мм гарматами та їм додали дві QF 2 Mark II.
Загальна вага озброєння «Керолайн» становила 180 тонн.

### Група легких крейсерів підтипу «Керолайн»
| Корабель    | Виготовлювач                               | Закладено         | Спущено           | У строю        | Статус |
| ----------- | ------------------------------------------ | ----------------- | ----------------- | -------------- | --- |
| «Керолайн»  | Cammell Laird, Беркенгед                   | 28 січня 1914     | 29 вересня 1914   | 4 грудня 1914  | з квітня 1924 до 31 березня 2011 року навчальний корабель Резерву ВМС Великої Британії. Нині збережений у якості музею. |
| «Керісфорт» | Pembroke Dock, Пембрук                     | 25 лютого 1914    | 14 листопада 1914 | червень 1915   | проданий на брухт у серпні 1931                                                                                         |
| «Клеопатра» | HMNB Portsmouth, Портсмут                  | 26 лютого 1914    | 14 січня 1915     | червень 1915   | проданий на брухт у червні 1931                                                                                         |
| «Комус»     | Swan Hunter and Wigham Richardson, Волсенд | 13 листопада 1913 | 16 грудня 1914    | 15 травня 1915 | 28 липня 1934 року проданий на брухт                                                                                    |
| «Конквест»  | Chatham Dockyard, Чатем                    | 3 березня 1914    | 20 січня 1915     | червень 1915   | 29 червня 1930 року проданий на брухт                                                                                   |
| «Корделіа»  | Pembroke Dock, Пембрук                     | 21 липня 1913     | 23 лютого 1914    | січень 1914    | 31 липня 1923 року проданий на брухт                                                                                    |

## Підтип крейсерів «Калліопе»

### Загальна інформація
Два крейсери «Калліопе» і «Чемпіон», що розроблялися за програмою 1913 року, добудовувалися за зміненим проєктом, тому виділялися в окрему серію. Зміни стосувалися, насамперед, рушійної установки. Зокрема, на цих кораблях вперше в практиці будівництва крейсерів замість прямодіючих турбін були встановлені турбіни із зубчастим редуктором, що дозволяло значно скоротити витрату палива на крейсерському ходу і, крім того, турбінну установку виготовляти компактнішою. Оснащення крейсерів цього підтипу паровими котлами з вищими параметрами нагрівання пари дозволило скоротити кількість котлів у котельних відділеннях з восьми до шести, а кількість димарів — до двох, внаслідок чого крейсери типу «С» придбали свій остаточний, відмінний від прототипу силует.
На крейсерах цієї серії також було покращене бронювання, товщина якого в районі машинно-котельного відділення зросла до 102 мм. Озброєння залишалося ідентично крейсерам «Керолайн», за винятком палубних торпедних апаратів, які були замінені двома однотрубними підводними апаратами того ж калібру.
Основні розміри кораблів були аналогічні крейсерам першої серії, нормальна водотоннажність становила 4 228 т, повна — 4 695 т. Чисельність екіпажу, спочатку становила 324 особи, у 1919 році зросла до 368 осіб.
На терміни спорудження крейсерів серії «Калліопе» значною мірою вплинув початок війни, тому, попри те, що її головний крейсер увійшов у строю одночасно з останніми одиницями першої серії, добудова крейсера «Чемпіон» затягнулася ще на півроку, і він був закінчений тільки в грудні 1915 року.

### Група легких крейсерів підтипу «Калліопе»
| Корабель   | Виготовлювач                         | Закладено      | Спущено         | У строю      | Статус                           |
| ---------- | ------------------------------------ | -------------- | --------------- | ------------ | -------------------------------- |
| «Калліопе» | Chatham Dockyard, Чатем              | 1 січня 1914   | 17 вересня 1914 | червень 1915 | проданий на брухт 28 серпня 1931 |
| «Чемпіон»  | Hawthorn Leslie and Company, Геббурн | 9 березня 1914 | 29 травня 1915  | грудень 1915 | проданий на брухт 28 липня 1934  |

## Підтип крейсерів «Кембріан»

### Загальна інформація
Перші дві серій крейсерів типу «С» були високо оцінені британськими флотоводцями, тому, при складанні нової кораблебудівельної програми на 1914 рік були замовлені ще 4 крейсери цього типу.
Чотири одиниці третьої серії були закладені вже у воєнний час з жовтня 1914 по січень 1915 роки, в наступному порядку: «Кентербері», «Кастор», «Кембріан», «Констанс». Попри труднощі воєнного часу, через що будівництво крейсера «Кентербері» затягнулося на понад півтора року, корабельні в Беркенгеді вдалося повторити досягнутий при будівництві крейсера «Керолайн» рекорд і завершити будівництво обох замовлених їй кораблів за дванадцять місяців з дня їх закладки. Однак, уся серія отримала назву від імені завершеного останнім крейсера «Кембріан».
Нові крейсери, переважно, повторювали кораблі попередньої серії, але також мали свої відмінності. Більш за всіх відрізнявся головний крейсер «Кембріан». За досвідом війни було ухвалено рішення замінити на легких крейсерах малоефективні в бою з німецькими легкими крейсерами і есмінцями 102-мм гармати на шестидюймові, тому бойовий корабель отримав замість носової пари чотиридюймових гармат третю установку 152-мм гармати MkXII і всього шість бортових артилерійських установок протимінного калібру. Решта крейсерів серії зберегли колишній набір головної і протимінної артилерії.
Попри тому, що двовалова установка крейсеру «Чемпіон» цілком себе виправдала, показавши прекрасні швидкісні результати, рушійна установка кораблів третьої серії залишалася, як і раніше чотириваловою. На «Кентербері» встановили чотири турбіни типу Brown-Curtis, на інших — така ж кількість турбін типу Parsons. Установки оснащувалися зубчастою передачею й розвивали потужність 40 000 к.с., але, очевидно, у зв'язку із зростанням водотоннажності кораблів серії, їх максимальна швидкість не перевищувала 28 вузлів. Запас палива знизився до 420 (нормальний) — 841 тонни (максимальний). Товщина броньового пояса зменшувалася до 76,2 мм. Однак, при незмінних головних розмірах кораблів їх водотоннажність зросла до 4 320-4 799 т.
Чисельність екіпажу в початковий період служби становила 323—325 людини, до кінця Першої світової війни — 368 чоловік.

### Група легких крейсерів підтипу «Кембріан»
| Корабель     | Виготовлювач                    | Закладено      | Спущено         | У строю       | Статус                          |
| ------------ | ------------------------------- | -------------- | --------------- | ------------- | ------------------------------- |
| «Кембріан»   | Pembroke Dock, Пембрук          | 8 грудня 1914  | 3 березня 1916  | травень 1916  | проданий на брухт 28 липня 1934 |
| «Кантербері» | John Brown & Company, Клайдбанк | 14 жовтня 1914 | 21 грудня 1915  | травень 1916  | проданий на брухт 28 липня 1934 |
| «Кастор»     | Cammell Laird, Беркенгед        | 28 жовтня 1914 | 28 липня 1915   | листопад 1915 | проданий на брухт 30 липня 1936 |
| «Констанс»   | Cammell Laird, Беркенгед        | 25 січня 1915  | 12 вересня 1915 | січень 1916   | проданий на брухт 8 червня 1936 |

## Підтип крейсерів «Сенто»

### Загальна інформація
Майже одночасно з кораблями третьої серії на корабельнях концерну Sir W.G. Armstrong, Whitworth & Со у січні-лютому 1915 року сталася закладка ще двох крейсерів, які спочатку проєктувалися для турецького флоту. Однак, після анулювання на початку війни всіх турецьких замовлень, матеріали та обладнання були використані для споруди двох нових одиниць типу «С», включених до кораблебудівної програми 1914 року.
Крейсери четвертої серії «Сенто» і «Конкорд» будувалися з урахуванням досвіду застосування крейсерів серії «Кембріан». Накопичений до цього часу бойовий досвід вимагав установки на легких крейсерах якомога більшої кількості артилерійських систем оптимально великого калібру, а також удосконалення системи керування вогнем шляхом установки артилерійського директора для централізованого управління їх вогнем. Після Ютландського бою кількість вільних від несення служби крейсерів ставала з місяця в місяць дедалі більшою, а наявність такого обладнання все необхіднішою.
Крейсери серії «Сенто» будувалися вже з урахуванням усіх цих нововведень, які провадилися на крейсерах діючого флоту. Вперше на цих британських легких крейсерах головне озброєння формувалося за «дредноутним» принципом «all-big gun armament» («озброєння з гармат тільки великого калібру»). Щобільше, шестидюймових систем на «Сенто» було не три або чотири, як на крейсерах попередніх серій, а п'ять.
Водночас, посилення корабельного озброєння без відповідного збільшення розмірів кораблів мало негативні наслідки, зокрема, гіршали морехідні якості крейсерів, внаслідок чого вони виявилися хисткими на ходу, в результаті диференту на ніс, крейсери глибоко заривалися в хвилю при плаванні на високій швидкості.
Зенітне озброєння «Сенто», крім 13-фунтової гармати, становили також дві однотонних 12-фунтові (76,2 мм) зенітні гармати «Армстронг».
Система бронювання була аналогічної кораблям попередньої серії. Попри перевантаження і вирослу до 4 165-4 870 т водотоннажність, швидкість крейсерів зросла до 29 вузлів. Запас палива був знижений до 300—824 т.
Попри попереднє замовлення матеріалів та необхідного для побудови кораблів обладнання, період будівництва «Сенто» затягнувся, і вони увійшли до ладу лише в серпні-грудні 1916 року.
Крейсери серії «Сенто» стали останніми з так званих «крейсерів ранніх серій», тобто крейсерів типу «С», замовлених згідно довоєнних програм. Споруда «Сенто» показала, що, як і у випадку з прототипами, крейсерами типу «Аретюза», знову були вичерпані всі можливості в межах обраного проєкту, і знову назріла необхідність його модернізації.

### Група легких крейсерів підтипу «Сенто»
| Корабель  | Виготовлювач                                          | Закладено     | Спущено       | У строю      | Статус                          |
| --------- | ----------------------------------------------------- | ------------- | ------------- | ------------ | ------------------------------- |
| «Сенто»   | Sir W.G. Armstrong, Whitworth & Со, Ньюкасл-апон-Тайн | 24 січня 1915 | 6 січня 1916  | серпень 1916 | проданий на брухт у лютому 1934 |
| «Конкорд» | Sir W.G. Armstrong, Whitworth & Со, Ньюкасл-апон-Тайн | 1 лютого 1915 | 1 квітня 1916 | грудень 1916 | проданий на брухт у серпні 1935 |

## Підтип крейсерів «Каледон»

### Загальна інформація
У лютому-березні 1915 року відбулася офіційна закладка інших чотирьох кораблів наступної, п'ятої серії з крейсерів «Каледон», «Каліпсо», «Карадок» і «Кассандра». У березні-червні 1917 року їхнє будівництво було завершене, і вони отримали «серійну назву» на честь першого крейсера, що увійшов до ладу, «Каледон».

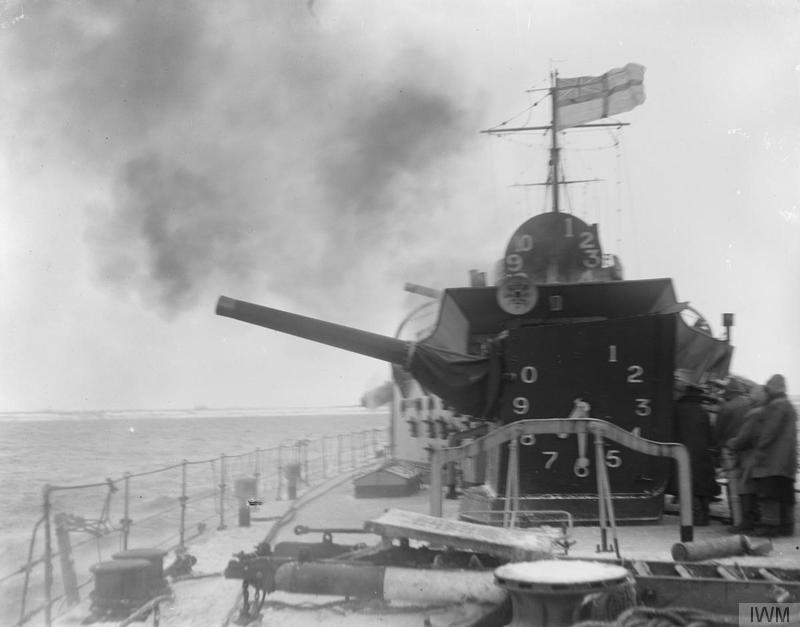
Корабельна артилерія крейсера «Карадок» веде вогонь з гармат головного калібру. Британська кампанія на Балтиці. Грудень 1918

Крейсери проєкту «удосконалений Сенто» переважно повторювали кораблі попередньої серії, однак зважаючи на низькі морехідні якості попередників (що стало причиною зміни складу озброєння) основні розміри на «Каледоні» були збільшені. Довжина корпусу між перпендикулярами склала 129,5 м, найбільша довжина — 137,2 м. Ширину корпусу збільшили на дев'ять дюймів, до 13 м. Середня осадка зросла до 4,5-5,0 м. Нормальна водотоннажність становила 4 120 т. Водночас, особливих поліпшень у цьому плані не відбулося, і крейсери серії «Каледон» залишалися такими ж «мокрими», як й їхні попередники.
Найбільш значущими відмінностями від «Сенто» сталися в зміненій рушійній установці та торпедному озброєнні. Перш за все, на «Каледоні», нарешті, врахували вигоди двовальної установки, продемонстровані випробуваннями крейсера «Чемпіон». Маса рушійній установки, як і раніше становила 800 т, допоміжного енергетичного обладнання — 270 т, чотиримісячного запасу запчастин для рушійній установки — 30 т. Нормальний запас палива становив 300 т нафти, максимальний — 935 т, запас води для котлів — 70 т. На крейсерській швидкості 10 вузлів добова витрата палива становила 36 т, що теоретично дозволяло без дозаправлення покрити відстань у 5 900 миль. При підвищенні швидкості ходу до 20 вузлів дальність плавання зменшувалася до 3 560 миль, при 26 вузлах — до 2 050 миль, а на максимальних швидкостях 28,5-29 вузлів корабель мав пройти 1 290 миль.
Система бронювання залишилася без змін, з сумарною масою корпусу та броні 2 400 т.
Основним озброєнням крейсерів залишалися п'ять шестидюймових гармат MkXII, які тепер монтувалися на встановлених у діаметральній площині одноствольних центральноштирьових верстатах СРХШ (Central Pivot — центральний штир) масою 14,7 т. Боєзапас на одну установку головного калібру зріс до 200 пострілів і зберігався вже в роздільних, снарядних і зарядних погребах, що знаходилися на одному рівні.
76,2-мм зенітні гармати 20cwt Mkl/Mkll розміщувалися на платформах зенітної артилерії, розташованих по обидві сторони носової димової труби. Зенітне озброєння доповнювали один кулемет «Максим» калібром 7,7-мм та від двох до чотирьох 47-мм гармат 3-pdr Mkll.
За пропозицією командувача Гранд Фліту адмірала Дж. Джелліко, торпедне озброєння крейсерів серії «Каледон» значно підсилили. Замість ненадійних однотрубних підводних апаратів на них встановили чотири двотрубних поворотних апарати типу DRII, розміщених по два з кожного борту в асиметричному порядку на головній палубі. Маса озброєння склала 200 т.
До складу устаткування постів систем управління артилерійським вогнем входили два дев'ятифутових далекоміра системи «Барра і Струд», прилади централізованого управління стрільбою і чотири прожектори.

### Група легких крейсерів підтипу «Каледон»
| Корабель    | Виготовлювач                                          | Закладено       | Спущено           | У строю        | Статус |
| ----------- | ----------------------------------------------------- | --------------- | ----------------- | -------------- | --- |
| «Каледон»   | Cammell Laird, Беркенгед                              | 17 березня 1916 | 25 листопада 1916 | березень 1917  | перетворений на крейсер ППО у грудні 1943; проданий на брухт 22 січня 1948                                                     |
| «Каліпсо»   | R. & W. Hawthorn Leslie and Company, Limited, Геббурн | 7 лютого 1916   | 24 січня 1917     | червень 1917   | потоплений італійським підводним човном «Багноліні» південніше Криту 12 червня 1940                                            |
| «Кассандра» | Vickers Limited, Барроу-ін-Фернес                     | березень 1916   | 25 листопада 1916 | червень 1917   | підірвався на міні в Балтійському морі 5 грудня 1918                                                                           |
| «Карадок»   | Scotts Shipbuilding and Engineering Company, Грінок   | 21 лютого 1916  | 23 грудня 1916    | 15 червня 1917 | у квітні 1944 перетворений на плавучу базу; у грудні 1945 року виведений зі складу флоту; 5 квітня 1946 року проданий на брухт |

## Підтип крейсерів «Сіерез»

### Загальна інформація
Перероблений проєкт нової серії крейсерів типу «С» з перенесенням носової гармати головного калібру «Р» з невигідній позиції за фок-щоглою на бак був схвалений Адміралтейством у квітні 1916 року. До складу шостої серії крейсерів типу «С» увійшли два корабля, закладених ще у жовтні 1915 року, а також ще три одиниці, замовлені в березні-квітні 1916 року. У липні-серпні того ж року була закладена п'ятірка крейсерів — «Сіерез», «Кардіфф» (колишній «Каприз»), «Кюрасао», «Ковентрі» (колишній «Корсар») і «Келью», кораблі вступили до строю в період з червня 1917 по лютий 1918 року.
Завдяки внесеним змінам крейсери придбали елегантніший силует. Ширина корабля знову збільшилася на дев'ять дюймів (за різними даними до 13,25-13,3 м). Для прикладу, довжина між перпендикулярами крейсера «Келью» становила 129,54 м, найбільша довжина — 137,13 м, ширина — 13,26 м, середня осадка — 4,34 м. Водотоннажність крейсерів серії зросла до 4 190-5 020 т. Надалі вона продовжувала зростати за рахунок проведення модернізаційних заходів.
Зміни зовсім не торкнулися рушійної установки. На крейсері «Келью» були встановлені турбіни типу «Парсонс», на інших чотирьох одиницях — типу «Брауна Кертіс». При 290 оборотах гвинта на хвилину двовальні установки крейсерів дозволяли розвивати швидкість ходу до 29,5 вузлів. Нормальний запас палива становив 300 т нафти, максимальний — 935—950 т.
Бронювання залишалося аналогічним, як на крейсерах серії «Каледон», за малим винятком. Одночасно з установкою триног на модернізованих легких крейсерах, у тому числі й ранніх серій типу «С», почали знімати броньовані рубки разом з комунікаційними трубами.
Склад озброєння не змінювався, змінювалося лише розміщення гармат головного калібру.
У системі управління артилерійським вогнем змінилося кількість і розташування прожекторів. Чотири 36-дюймових (914,4-мм) бойових прожектори розташовувалися на кормовій надбудові, а два менш потужних 610-мм прожектори, що застосовувалися також як сигнальні, перебували на крилах носової надбудови.

### Група легких крейсерів підтипу «Сіерез»
| Корабель   | Виготовлювач                                           | Закладено      | Спущено         | У строю        | Статус |
| ---------- | ------------------------------------------------------ | -------------- | --------------- | -------------- | --- |
| «Сіерез»   | John Brown & Company, Клайдбанк                        | 11 липня 1916  | 24 березня 1917 | червень 1917   | 5 квітня 1946 року проданий на брухт |
| «Кардіфф»  | Fairfield Shipbuilding and Engineering Company, Говань | 22 липня 1916  | 12 квітня 1917  | 25 червня 1917 | 23 січня 1946 року проданий на брухт |
| «Ковентрі» | Swan Hunter, Волсенд                                   | 4 серпня 1916  | 6 липня 1917    | лютий 1918     | перероблений на крейсер ППО в 1937 році; пошкоджений у наслідок повітряної атаки німецьких бомбардувальників Ju 88 I./LG 1 під командуванням Й. Гельбіга північно-західніше єгипетського порту Александрія; 14 вересня 1942 року затоплений есмінцем «Зулу» |
| «Кюрасао»  | Pembroke Dockyard/Harland and Wolff, Пембрук           | липень 1916    | 5 травня 1917   | лютий 1918     | перероблений на крейсер ППО в 1939 році; 2 жовтня 1942 року затонув у наслідок зіткнення з лайнером RMS Queen Mary, який транспортував 10 000 американських солдатів 29-ї піхотної дивізії за 60 км від Ірландії                                            |
| «Келью»    | Vickers Limited, Барроу-ін-Фернес                      | 21 серпня 1916 | 5 липня 1917    | 14 грудня 1917 | в 1938 році перероблений на крейсер ППО; 26 травня 1940 року потоплений німецькими бомбардувальниками KG 30 поблизу Уфут-фіорду біля Нарвіку |

## Підтип крейсерів «Карлайль»

### Загальна інформація
У червні-липні 1917 року Британське Адміралтейство замовило п'ять крейсерів наступної, останньої серії, які мали стати повторенням крейсерів серії «Сіерез», однак знову в проєкт були внесені деякі зміни. Для полегшення передньої частини було вирішено надати крейсерам нової серії форму носа так званого «траулерного типу», що дозволяло значно збільшити висоту борту в носовій частині корабля. Це рішення дещо погіршило зовнішній вигляд кораблів нової серії, однак результат від його впровадження в плані поліпшення морехідних якостей перевершив всі очікування.
У результаті найбільша довжина корпусу крейсерів збільшилася на понад фут (до 137,6 м), а внаслідок зростання водотоннажності зросла і середня осадка — 4,7 м. Водотоннажність крейсера «Карлайль» у 1919 році становила 4 022 т, з половинним запасом нафти — 4 685 т, повна — 5 254 т. Стандартна водотоннажність цього крейсера визначалося в 4 200 т.
Інші технічні характеристики «Карлайль» повторювали такі, що були в попередніх двох серіях крейсерів типу «С». «Карлайль» і «Коломбо» були оснащені турбінами типу Brown-Bovery, інші три корабля — турбінами типу Parsons. Проєктна максимальна швидкість визначалася в 29,5 вузлів. Крейсери серії не мали броньованих рубок, натомість, носові надбудови крейсерів мали легке протиосколкове бронювання.
На крейсерах «Коломбо», «Калькутта» і «Каїр» 152-мм гармати головного калібру MkXII монтувалися на верстатах СРХШ**, а двотрубні торпедні апарати були нової моделі DRIP, у той час як на інших крейсерах серії були встановлені верстати і торпедні апарати старіших типів СРХШ* і DRII. Крім того, змінилося далекомірне обладнання постів керування стрільбою.
У період з жовтня 1917 по лютий 1918 року крейсери сьомої серії були закладені, проте взяти участь у військових діях вже не встигли: головний крейсер серії, «Карлайль», був закінчений тільки на момент укладення перемир'я в листопаді 1918 року. Решта кораблів входили до складу британського флоту протягом наступних чотирьох років.

### Група легких крейсерів підтипу «Карлайль»
| Корабель    | Виготовлювач                                           | Закладено         | Спущено           | У строю         | Статус |
| ----------- | ------------------------------------------------------ | ----------------- | ----------------- | --------------- | --- |
| «Карлайль»  | Fairfield Shipbuilding and Engineering Company, Говань | 2 жовтня 1917     | 9 липня 1918      | листопад 1918   | перероблений на крейсер ППО в 1939 році; перетворений на плавучу базу в 1944; проданий на брухт у 1948                                                                                         |
| «Каїр»      | Cammell Laird, Беркенгед                               | 28 листопада 1917 | 19 листопада 1918 | 23 вересня 1919 | перероблений на крейсер ППО в 1939 році; потоплений італійським підводним човном «Аксум» у Середземному морі 12 серпня 1942                                                                    |
| «Калькутта» | Vickers Limited, Барроу-ін-Фернес                      | 18 жовтня 1917    | 9 липня 1918      | серпень 1919    | перероблений на крейсер ППО в 1939 році; потоплений у наслідок повітряної атаки німецьких бомбардувальників бомбардувальників Ю-88 LG 1 при евакуації британських військ з Криту 1 червня 1941 |
| «Кейптаун»  | Cammell Laird, Беркенгед                               | 23 лютого 1918    | 28 червня 1918    | 10 квітня 1922  | проданий на брухт 5 квітня 1946; розібраний 2 червня 1946 |
| «Коломбо»   | Fairfield Shipbuilding and Engineering Company, Говань | 8 грудня 1917     | 18 грудня 1918    | липень 1919     | перероблений на крейсер ППО у 1943 році; проданий на брухт 22 січня 1948 |